# Nagroda Nikkan Sports Film Nagroda Yūjirō Ishihary dla Najlepszego Debiutanta
Nagroda Nikkan Sports Film Nagroda Yūjirō Ishihary dla Najlepszego Debiutanta to nagroda przyznawana podczas Nagród Nikkan Sports Film. Nazwana jest na cześć japońskiego aktora i piosenkarza Yūjirō Ishihary.

## Lista zwycięzców
| Ceremonia                                                | Rok  | Debiutant          | Film                                                                          |
| -------------------------------------------------------- | ---- | ------------------ | ----------------------------------------------------------------------------- |
| 1                                                        | 1988 | Naoto Ogata        | Yūshun Oracion                                                                |
| 2                                                        | 1989 | –                  | –                                                                             |
| 3                                                        | 1990 | Taishu Kase        | Inamura Jane                                                                  |
| 4                                                        | 1991 | –                  | –                                                                             |
| 5                                                        | 1992 | Masaya Katō        |                                                                               |
| 6                                                        | 1993 | Masanobu Takashima | Niji no Hashi Shuraba no Ningengaku                                           |
| 7                                                        | 1994 | Takuya Kimura      | Shoot                                                                         |
| 8                                                        | 1995 | –                  | –                                                                             |
| 9                                                        | 1996 | –                  | –                                                                             |
| 10                                                       | 1997 | –                  | –                                                                             |
| 11                                                       | 1998 | –                  | –                                                                             |
| 12                                                       | 1999 | –                  | –                                                                             |
| 13                                                       | 2000 | –                  | –                                                                             |
| 14                                                       | 2001 | Yōsuke Kubozuka    | Go                                                                            |
| 15                                                       | 2002 | Tomoya Nagase      | Seoul                                                                         |
| 16                                                       | 2003 | –                  | –                                                                             |
| 17                                                       | 2004 | Joe Odagiri        | Krew i łzy                                                                    |
| 18                                                       | 2005 | –                  | –                                                                             |
| 19                                                       | 2006 | Junichi Okada      | Hana                                                                          |
| 20                                                       | 2007 | –                  | –                                                                             |
| 21                                                       | 2008 | Shōta Matsuda      | Ikigami Hana yori dango: Fainaru                                              |
| 22                                                       | 2009 | –                  | –                                                                             |
| 23                                                       | 2010 | Kengo Kora         | Solanin Box!                                                                  |
| 24                                                       | 2011 | –                  | –                                                                             |
| 25                                                       | 2012 | Tōri Matsuzaka     | Tsunagu The Wings of the Kirin                                                |
| 26                                                       | 2013 | –                  | –                                                                             |
| 27                                                       | 2014 | Masahiro Higashide | Parasyte: Part 1 Crows Explode                                                |
| 28                                                       | 2015 | –                  | –                                                                             |
| 29                                                       | 2016 | –                  | –                                                                             |
| 30                                                       | 2017 | Ryoma Takeuchi     | Teiichi: Battle of Supreme High                                               |
| 31                                                       | 2018 | Takanori Iwata     | Perfect World Last Winter, We Parted Wizja                                    |
| 32                                                       | 2019 | Ryo Narita         | Chiwawa Farewell Song Zabierz mnie do Saitamy Just Only Love No Longer Human  |
| 33                                                       | 2020 | Kenshi Okada       | Hope I Have Loved you for 30 Years, Yayoi The Legacy of Dr. Death: Black File |
| 34                                                       | 2021 | Gordon Maeda       | Tokyo Revengers Jump!! The Heroes Behind the Gold                             |
| 35                                                       | 2022 | Shunsuke Michieda  | Even If This Love Disappears from the World Tonight                           |
| 36                                                       | 2023 | Hio Miyazawa       | Egoist Spring in Between                                                      |
| - „–” oznacza, że w tych latach nagrody nie przyznawano. |      |                    |                                                                               |